# Chilopogon
Chilopogon là một chi phong lan biểu sinh rất hiếm, với 5 loài đặc hữu đặc hữu của rừng nhiệt đới của New Guinea.

## Các loài
- Chilopogon bracteatum
- Chilopogon distichum
- Chilopogon kinabaluensis
- Chilopogon merrillii
- Chilopogon oxysepalum